# Jewgeni Alexandrowitsch Lansere

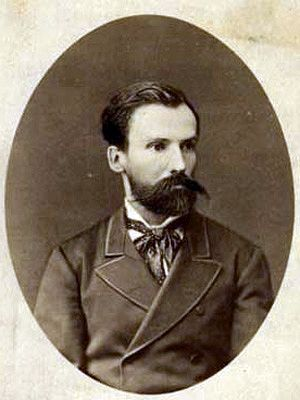
Jewgeni Alexandrowitsch Lansere

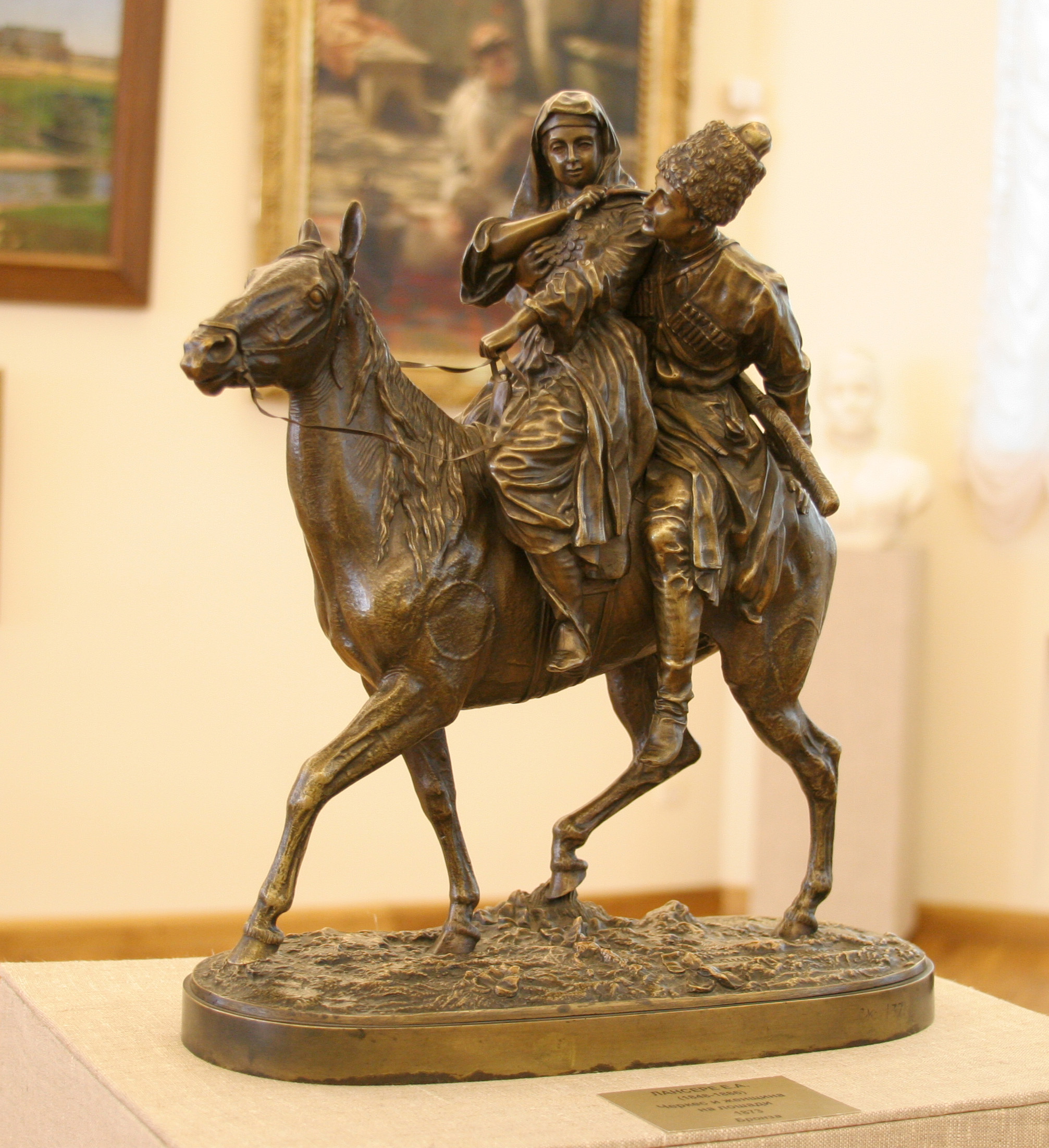
Tscherkesse und Frau auf einem Pferd

Jewgeni Alexandrowitsch Lansere (auch Eugen Lanceray, russisch Евгений Александрович Лансере; * 12. Augustjul. / 24. August 1848greg. in Morschansk, Gouvernement Tambow; † 23. Märzjul. / 4. April 1886greg. bei Charkiw) war ein russischer Bildhauer des 19. Jahrhunderts.

## Leben
Lansere stammte aus einer aus Frankreich nach Russland gekommenen Familie. Sein Großvater Paul Lanceray, ein Major in Napoleons Armee, war in Russland geblieben und war hier naturalisiert worden.
Er studierte bei dem Tierbildhauer Nikolai Iwanowitsch Lieberich und spezialisierte sich auf die Darstellung von Pferden und Reitern. In seiner kurzen Schaffenszeit schuf er über 400 Statuetten dieses Bildthemas. Auf der Suche nach entsprechenden Motiven bereiste er jährlich das Innere des europäischen wie des asiatischen Russland, 1883 auch Algerien. Die Gießerei von Felix Chopin und später auch die Gießereien Stange und Tula stellten seine Werke in größeren Serien als Reproduktionen her. Sein Sohn Jewgeni Jewgenjewitsch Lansere wurde nach seinem Studium in Paris Maler und Grafiker sowie seit 1911 Leiter der Staatlichen Edelsteinschleiferei Russlands in Peterhof.